# Alicia Gogîrlă
Alicia Maria Gogîrlă (n. 17 ianuarie 2003, în Râmnicu Vâlcea) este o handbalistă din România care joacă pentru clubul SCM Râmnicu Vâlcea.
Alicia Gogîrlă a început să joace handbal la Râmnicu Vâlcea, sub îndrumarea antrenoarei Maria Ciulei, apoi a continuat la Corona Brașov și a jucat pentru toate categoriile de vârstă ale echipelor de junioare și tineret ale clubului. La începutul sezonului 2019-20, la vârsta de doar 16 ani, a fost promovată la echipa de senioare a Coronei Brașov. În 2021, ea s-a transferat la CSM București, iar în 2023 a semnat cu SCM Râmnicu Vâlcea.
Gogîrlă a făcut parte din echipele de junioare și tineret ale României, cu care a participat la Campionatul European U17 din 2019, respectiv la Campionatul European U19 din 2021. În 2018 a obținut medalia de bronz la la Openul European pentru Cadete U16 din Suedia, iar în 2019 s-a clasat cu echipa României pe locul al V-lea la Festivalul Olimpic al Tineretului European, desfășurat în Azerbaidjan.

## Palmares
- Jocurile Mediteraneene:
  -  Medalie de argint: 2018[8]

- Openul European pentru Cadete: 
  -  Medalie de bronz: 2018

- Liga Campionilor:
  - Sfertfinalistă: 2022, 2023

- Liga Națională:
  -  Câștigătoare: 2022, 2023

- Cupa României:
  -  Câștigătoare: 2022, 2023

- Campionatul național pentru junioare V::
  -  Câștigătoare: 2014

- Campionatul național pentru junioare IV::
  -  Câștigătoare: 2016
  -  Medalie de argint: 2015

- Campionatul național pentru junioare III::
  -  Medalie de bronz: 2017

- Campionatul național pentru junioare II::
  -  Câștigătoare: 2019

- Campionatul național pentru junioare I::
  -  Medalie de bronz: 2019

## Distincții personale
- Intermediarul dreapta al echipei ideale la Openul European pentru Cadete: 2018[9]
- Intermediarul dreapta al echipei ideale și golgheter la Jocurile Mediteraneene pentru junioare: 2018[8]
- Cel mai bun intermediar dreapta din campionatul național pentru junioare V: 2014
- Cel mai bun intermediar dreapta din campionatul național pentru junioare IV: 2015, 2016[2]
- Cel mai bun intermediar dreapta, MVP și golgheter al campionatului național pentru junioare III: 2017[2]
- Cel mai bun intermediar dreapta din campionatul național pentru junioare II: 2019[10]
- Cel mai bun intermediar dreapta și MVP al campionatului național pentru junioare I: 2019[2]
- Golgheter al campionatului național pentru junioare IV: 2016[2]

## Viața personală
Alicia este fiica marii handbaliste Simona Gogîrlă.